# John Peers
John Peers, född 25 juli 1988 i Clayton, Victoria, är en australisk professionell tennisspelare.

## Karriär
Peers har spelat professionell tennis sedan 2011. Bland hans meriter kan 27 ATP-titlar nämnas. 2017 vann han i australisk öppna i dubbel. Vid OS 2020 tog han brons i mixed dubbel. Vid OS 2024 tog han guld i herrdubbeln tillsammans med Matthew Ebden.